# 언어 몰입 교육
언어 몰입 교육(Language immersion)은 제2 언어를 가르치는 방법 가운데 하나로, 가르칠 언어를 이용하여 다른 일반 교과목 수업을 하는 것을 말한다.
1960년대 캐나다의 영어 사용 가정에서 자녀들에게 프랑스어를 가르치기 위해 처음 시도되었다.

## 같이 보기
- 직접식 교수법
- 영어 마을
- 다중언어